# NGC 7285
NGC 7285 في الفهرس العام الجديد، هي مجرة، تقع في كوكبة الدلو. اكتشفت في 26 أكتوبر 1785 بواسطة ويليام هيرشل.

## روابط خارجية
- NGC 7285 على موقع ويكي سكاي: DSS2, SDSS, GALEX, IRAS, Hydrogen α, X-Ray, Astrophoto, Sky Map, Articles and images